# توپ طلای ۱۹۷۴
توپ طلای ۱۹۷۴ (فرانسوی: 1974 Ballon d'Or‎) ۱۹مین رویداد سالیانهٔ توپ طلا بود که از سوی مجلهٔ فرانس فوتبال به بهترین بازیکن فوتبال در سال ۱۹۷۴ اعطا گردید که در این سال، یوهان کرایف برندهٔ توپ طلا شد.

## رتبه‌بندی
| ردیف | نام              | باشگاه                            | ملیت                             | امتیاز |
| ---- | ---------------- | --------------------------------- | -------------------------------- | ------ |
| ۱    | یوهان کرایف      | باشگاه فوتبال بارسلونا            | هلند                             | ۱۱۶    |
| ۲    | فرانتس بکن‌باوئر  | باشگاه فوتبال بایرن مونیخ         | آلمان غربی                       | ۱۰۵    |
| ۳    | کازیمیرز دینا    | باشگاه فوتبال لگیا ورشو           | لهستان                           | ۳۵     |
| ۴    | پائول برایتنر    | باشگاه فوتبال بایرن مونیخ         | آلمان غربی                       | ۳۲     |
| ۵    | یوهان نیکنز      | باشگاه فوتبال بارسلونا            | هلند                             | ۲۱     |
| ۶    | گژگوش لاتو       | Stal Mielec                       | لهستان                           | ۱۶     |
| ۷    | گرد مولر         | باشگاه فوتبال بایرن مونیخ         | آلمان غربی                       | ۱۴     |
| 8    | روبرت گادوخا     | باشگاه فوتبال لگیا ورشو           | لهستان                           | ۱۱     |
| ۹    | بیلی برمنر       | باشگاه فوتبال لیدز یونایتد        | اسکاتلند                         | ۹      |
| ۱۰   | رالف اردستورم    | باشگاه فوتبال پی‌اس‌وی آیندهوون     | سوئد                             | ۴      |
| ۱۰   | یورگن اسپارواسر  | باشگاه فوتبال ماگدبورگ ۱          | آلمان شرقی                       | ۴      |
| ۱۰   | برتی فوگتس       | باشگاه فوتبال بروسیا مونشن‌گلادباخ | آلمان غربی                       | ۴      |
| 13   | Ronnie Hellström | باشگاه فوتبال کایزرسلاوترن        | سوئد                             | ۳      |
| 13   | Jan Tomaszewski  | ŁKS Łódź                          | لهستان                           | ۳      |
| ۱۵   | خوزه آلتافینی    | باشگاه فوتبال یوونتوس             | ایتالیا                          | ۲      |
| ۱۵   | Hristo Bonev     | Lokomotiv Plovdiv                 | بلغارستان                        | ۲      |
| ۱۵   | Jerzy Gorgoń     | باشگاه فوتبال گورنیک زابژه        | لهستان                           | ۲      |
| ۱۵   | سپ مایر          | باشگاه فوتبال بایرن مونیخ         | آلمان غربی                       | ۲      |
| ۱۹   | اولگ بلوخین      | باشگاه فوتبال دینامو کی‌یف         | اتحاد جماهیر شوروی               | ۱      |
| ۱۹   | راینر بونهوف     | باشگاه فوتبال بروسیا مونشن‌گلادباخ | آلمان غربی                       | ۱      |
| ۱۹   | ژان-مارک گیو     | باشگاه فوتبال آنژه                | فرانسه                           | ۱      |
| ۱۹   | اولی هونس        | باشگاه فوتبال بایرن مونیخ         | آلمان غربی                       | ۱      |
| ۱۹   | Branko Oblak     | باشگاه فوتبال هایدوک اسپلیت       | جمهوری فدرال سوسیالیستی یوگسلاوی | ۱      |